# Alto Nangaritza
Alto Nangaritza, se denomina así a la cuenca alta y media del río Nangaritza, una de las últimas extensiones de bosques nativos no alterados en Zamora Chinchipe. 
Se encuentra al extremo suroriental de Zamora Chinchipe, en la parroquia Zurmi, cantón Nangaritza, al sur del Parque nacional Podocarpus y la Cordillera del Cóndor. Limita con Perú.
El Alto Nangaritza se caracteriza por ser una de las zonas de más alta biodiversidad del mundo ("hot spot de piedemonte amazónico"), y sostén para la supervivencia de la etnia Shuar asentada en el sector, a la vez que es una zona muy frágil ante los cambios socio-ambientales esperados por la carretera proyectada para conectar Guayzimi con Zumba, aumentando las presiones de deforestación y contaminación por procesos de colonización, especulación de tierras, prospección de minería, etc.
Existen áreas que son patrimonio forestal del Ecuador, una de ellas es el Bosque Protector Alto Nangaritza, adyacente al Parque nacional Podocarpus, en la parte alta del valle del río Nangaritza.

## Flora y fauna
Las características geológicas de la región han dado origen a una flora endémica, única y diversa.

## Principales atracciones turísticas
- Peñas de Miazi y Shaime.
- Río Numpatakayme.
- Comunidades Shuar: Corresponde a las comunidades de Shaime, Shamatak.
- Comunidad de colonos Nuevo Paraíso
- Bosque Protector Alto Nangaritza
  - Callejón sin salida.
  - Ciudad perdida.
  - Cueva de los Tayos
  - Formaciones Tepuies.